# Sollerup
Sollerup ist eine Gemeinde im Westen des Kreises Schleswig-Flensburg in Schleswig-Holstein.

## Geographie

### Geographische Lage
Sollerup liegt im Bereich der Mündung der Bäche Jerrisbek und Bollingstedter Au in die Treene im Landschaftsbereich Schleswigsche Geest. Der Staatsforst Büschauer Holz befindet sich auf dem gegenüber liegenden linken Treeneufer im nördlichen Gemeindegebiet von Silberstedt.

### Gemeindegliederung
Neben dem Dorf gleichen Namens befinden sich auch die weiteren Dörfer Jerrisbek (dänisch Jerrisbæk), Sollbrück (dänisch Solbro), das Gut Sollerupmühle (dänisch Sollerup Mølle) und die Streusiedlung Sollerupfeld als weitere Wohnplätze im Gemeindegebiet.

### Nachbargemeinden
Benachbarte Gemeinden von Sollerup sind:
| Jörl           | Janneby                                     | Eggebek     |
| Süderhackstedt | Kompassrose, die auf Nachbargemeinden zeigt | Langstedt   |
| Bondelum       | Treia                                       | Silberstedt |

### Geologie
Die Schleswigsche Geest des Gemeindegebiets ist eine Grundmoränenlandschaft (Sander). Diese entstand durch bis in diesen Raum vorgerückte Ausläufer des skandinavischen Festlandeisschelfs im Saale-Komplex. Die Landschaft ist äußerst flach reliefiert. Die Bodenübersichtskarte von Schleswig-Holstein weist den Oberboden als Reinsand aus.
Innerhalb der Gemeinden mündet die Jerrisbek rechter Hand in den Hauptstrom Treene. Sie bilden den Grundstock für die  Wasserwirtschaft des Gemeindegebiets.
Im Gemeindegebiet sind nur vereinzelt Waldflächen vorhanden.

## Geschichte
Sollerup wurde 1406 erstmals als Soldorpe (Sumpfdorf) erwähnt. Der Ortsname geht auf den dänischen Begriff für Dorf (-rup, adän. thorp, mndt. dorp) und den Begriff *Sol in der Bedeutung sumpfige Stelle, Sumpf zurück. Letzterer Namensbestandteil tritt eventuell als Name eines Landstriches auf, da auch Sollbrück und Sollwitt nicht weit auseinanderliegen. Vermutet wird auch *Sola als alter Name für die Treene.
In Sollerup existierte schon immer eine wichtige Treenefurt. Deshalb gab es dort auch eine Zollstation an der später errichteten Treenebrücke nach Hünning/Esperstoft und Bollingstedt, über die der Altweg, einer der historischen Angelbowege, führte. Heute befindet sich bei Sollbrück eine weitere Straßenbrücke über die Treene.
Am 12. August 1410 kam es auf der Solleruper Heide zu einer großen Schlacht zwischen den Schauenburgern und den Dänen, denen der Rückzug durch die Flüsse versperrt wurde und die deswegen die Schlacht verloren haben.
Die Solleruper Wassermühle wurde 1500 erstmals erwähnt.
Auch im Zuge der Schlacht bei Idstedt gab es 1850 militärische Auseinandersetzung im Gemeindegebiet, nämlich zwischen schleswig-holsteinischen und dänischen Truppen. Kanonenkugeln aus der Schlacht sind noch immer im Landgasthof eingemauert.
Nach dem Zweiten Weltkrieg gehörte Sollerup zum Amt Jörl, das 1968 im neu geschaffenen Amt Eggebek aufging.

## Politik

### Gemeindevertretung
Bei der Kommunalwahl am 14. Mai 2023 wurden insgesamt neun Sitze vergeben. Diese fielen erneut alle an die Kommunale Wählergemeinschaft Sollerup. Die Wahlbeteiligung betrug 59,3 %.

### Wappen
Blasonierung: „In Grün eine gesenkte goldene Wellendeichsel, bedeckt mit einem sechsmal von Silber und Rot gespalteten gesenkten Bogenbalken zum Schildhaupt, darüber ein aufrechtes goldenes Schwert, überdeckt von einem goldenen Mühlrad.“

## Wirtschaft und Infrastruktur
Das Gemeindegebiet ist überwiegend landwirtschaftlich geprägt. Im Ortsteil Sollerupmühle ist bis heute die Tradition eines Mühlenbetriebs erhalten geblieben. Dieser ist mittlerweile im Unternehmen ATR Landhandel aufgegangen. Die in der Gemeinde errichteten Siloanlagen sind gut aus dem Umland zu erkennen. Das anteilig namenstiftende Unternehmen Arp war vor Ort ansässig. Weitere Gewerbebetriebe in der Gemeinde sind in den Bereichen Bauhandwerk und Bustouristik tätig. Der historische Landgasthof Sollerup befindet sich seit den späten 1990er Jahren im Besitz der Gemeinde und wird durch einen Pächter betrieben.

## Verkehr
Die Gemeinde liegt abseits des Bundesfernstraßennetzes. Durch das Gemeindegebiet führt eine Landesstraße (L 29), die südlich im Nachbarort Treia an die Bundesstraße 201 und im Ortsteil Süderzollhaus von Janneby an die Bundesstraße 200 anbindet.
Im ÖPNV besteht Anschluss im Schulbusverkehr mit der Nachbargemeinde Eggebek (Linie 1555). Konzessionsnehmer ist aktuell (Stand: 2019) das Unternehmen Rohde Verkehrsbetriebe.